# Mein Weg zu Dir
Mein Weg zu Dir ist ein Fernsehfilm von Olaf Kreinsen aus dem Jahr 2003. Der romantische Heimatfilm wurde in Rossbach in der Gegend zwischen der Saale und ihrem Nebenfluss Unstrut im Weinbaugebiet Saale-Unstrut gedreht und dokumentiert auf amüsante Art und Weise, wie sich die Redewendung „Gegensätze ziehen sich an“ und die im Film mehrfach zitierte deutsche Redewendung: „Lass die Kirche im Dorf!“ bewahrheiten.
Johanna Christine Gehlen sagte zu dem Film: „Ich denke, gerade in Zeiten wie diesen gibt es eine besondere Sehnsucht nach Harmonie und Heimatverbundenheit.“ Der Film ist auch eine Hommage an den Naturpark Saale-Unstrut-Triasland.

## Handlung
Die Juristin und Karrierefrau Dr. Lena Seidel möchte sich mit dem erfolgreichen Anwalt Markus Immel verloben, wird aber von ihrem Arbeitgeber, Ministerialdirigent Grabow vom Berliner Bundesverkehrsministerium, in den ostdeutschen Winzerort Hilleritz geschickt. Dort soll Seidel den Gemeinderat von einer Autobahnanbindung überzeugen. Der Gemeinderatsvorsteher Gottfried Vogt zeigt der Juristin die idyllische, ostdeutsche Gegend und macht sie mit seinem Sohn Steffen bekannt. Daraufhin verliebt sich die Karrierefrau sowohl in die Gegend zwischen Saale und Unstrut als auch in den Sohn des Gemeinderatsvorstehers und veranlasst, dass der Ort aufgrund einer bedrohten Vogelart zum Naturschutzgebiet erklärt wird. Dadurch verhindert sie, dass das Dorf die Autobahnanbindung erhält, die von seinen Bewohnern abgelehnt wird. Schließlich wechselt Seidel noch den Arbeitgeber und arbeitet im europäischen Umweltschutzministerium im Berlaymont-Gebäude in Brüssel, wo sie ihr neuer Freund Steffen Vogt mit seinem Traktor aufsucht.

## Kritik
„Romantische (Fernseh-)Komödie in Verbindung mit einigen Heimatfilmklischees, die ihre Reize aus dem Gefälle zwischen hektischer Großstadt und dörflicher Naturverbundenheit bezieht und recht schnell deutlich macht, auf welcher Seite ihre vermeintlichen Sympathien liegen.“